# Z-Schlüssel
Der Z-Schlüssel (auch Z-Gruppen oder engl. Z code) wurde von Funkdiensten zur effizienten und eindeutigen Übertragung von Standard-Nachrichten verwendet. Ursprünglich war er für die Morsetelegrafie im kommerziellen und militärischen Fernmeldewesen entwickelt worden.
Er bedeutete eine erhebliche Zeitersparnis, da in der Morsetelegraphie bei einem Satz jeder Buchstabe einzeln übermittelt werden muss. Die Verwendung der Z-Gruppen konnte den Zeitaufwand derart verkürzen, dass die Übermittlung weniger Zeit beanspruchte als das Aussprechen der Bedeutung.

## Aufbau
Der Z-Schlüssel besteht aus drei Buchstaben, die stets von „Z“ angeführt wurden. Dabei sind Gruppen von ZAA bis ZZZ möglich. Sie können Aufforderungen, Feststellungen, Fragen und Antworten darstellen.

## Verwendung
Er wurde parallel zum Q-Schlüssel verwendet und hatte im Telexverkehr bis in die 1980er vereinzelt noch Bedeutung. Im Morsetelegraphieverkehr findet der Z-Schlüssel heute keine Anwendung mehr, er wurde durch den Q-Schlüssel verdrängt.
Ein Problem bestand in den teilweise nicht festgelegten Bedeutungen der Gruppen, die nicht für alle Funkdienste geregelt waren und somit oft zu Missverständnissen führten.

## Beispiele
ZAN – Empfang unmöglich
ZAP – Bestätigen Sie
ZAX – Sie verursachen Störungen
ZBL – Unterbrechen Sie (uns) nicht
ZCK – Überprüfen Sie Ihre Tastung
ZCS – Stellen Sie Ihre Sendungen ein!
ZGW – Ihre Zeichen werden schwächer
ZUA – genaue Uhrzeit
ZRG – Frequenzwechsel
ZBO – habe Spruch
ZDD – bin bereit

## Weblink
- Der Z-Code in der Vorschrift ACP 131 (F) (PDF; 906 kB)